# 瓦索拉斯
瓦索拉斯是巴西里约热内卢州的一个市镇。总面积552.438平方公里，总人口34259人，人口密度62人/平方公里。该镇始建于1857年，距里约市区126公里，以种植咖啡著名，风光秀丽，设施完善，建筑风格迥异。非常值得游览，会有与众不同的收获。